# William Tidball
William Tidball (Exmouth, 22 april 2000) is een Engels baan- en wegwielrenner die sinds 2023 rijdt bij Saint Piran. Hij won in 2023, bij zijn eerste deelname aan een WK, een gouden medaille op het onderdeel scratch.

## Palmares

### Baan
| Jaar        | BK               | EK                                              | WK          | Overige     |
| Als belofte | Als belofte      | Als belofte                                     | Als belofte | Als belofte |
| ----------- | ---------------- | ----------------------------------------------- | ----------- | ----------- |
| 2021        |                  | koppelkoers · ploegenachtervolging · afvalkoers |             |             |
| 2022        |                  | scratch · koppelkoers                           |             |             |
| Als elite   |                  |                                                 |             |             |
| 2017        | koppelkoers      |                                                 |             |             |
| 2018        | omnium           |                                                 |             |             |
| 2019        | scratch          |                                                 |             |             |
| 2020        |                  |                                                 |             |             |
| 2021        |                  |                                                 |             |             |
| 2022        | scratch · omnium | ploegenachtervolging                            |             |             |
| 2023        | puntenkoers      |                                                 | scratch     |             |
| 2024        |                  |                                                 |             |             |
| 2025        |                  | ploegenachtervolging · scratch                  |             |             |

### Weg
2023
3e etappe Ronde van de Oise